# Melanthiaceae
Melanthiaceae је фамилија монокотиледоних скривеносеменица, која обухвата 16 родова са око 170 врста. Статус фамилије постоји тек у новијим класификационим схемама, раније се сматрало да припадају фамилији Liliaceae. У схемама APG (1998) и APG II (2003) фамилија је јасно дефинисана и припада реду Liliales. Као синониман назив, често се погрешно користи Trilliaceae. Овај назив се односи, међутим, само на део фамилије Melanthiaceae, на трибус Parideae.
Биљке ове фамилије су вишегодишње зељасте биљке распрострањене углавном на Северној Земљиној хемисфери.

## Списак родова[1]
- -{Amianthium
- Chamaelirium
- Chionographis
- Daiswa
- Helonias
- Heloniopsis
- Kinugasa
- Melanthium
- Paris
- Pseudotrillium
- Schoenocaulon
- Stenanthium
- Trillium
- Veratrum
- Xerophyllum
- Ypsilandra
- Zigadenus}-